# ولسوالی کوف‌آب
شهرستان کوف‌آب یا (ولسوالی کوف آب) یکی از  ۲۸ ولسوالی‌های ولایت بدخشان در شمال خاوری افغانستان است؛ جمعیت این ناحیه نزدیک به ۲۴٬۴۰۰ نفر می‌باشد.
و در سال  ۱۳۷۳ هجری خورشیدی از ولسوالی خواهان جدا شد. این ناحیه هم‌سرحد با ولسولی‌های خواهان، راغستان ، شغنان، و مایمی، شکی، و با ناحیهٔ درواز،  تاجیکستان  است.

## منبع‌ها
- مشارکت‌کنندگان ویکی‌پدیا. «Kuf Ab District». در دانشنامهٔ ویکی‌پدیای انگلیسی، بازبینی‌شده در ۲۱ دی ۱۳۹۰ خورشیدی.